# Prince of Persia: Las Arenas Olvidadas
Prince of Persia: Las Arenas Olvidadas (en inglés: Prince of Persia: The Forgotten Sands) es un videojuego desarrollado por Ubisoft que se estrenó el 18 de mayo de 2010, en Norteamérica y el 20 de mayo en Europa. El juego es la quinta entrega de la serie de Prince of Persia, y marca el retorno a la historia iniciada por Prince of Persia: Las Arenas del Tiempo. Las versiones para Wii y PSP fueron desarrolladas por Ubisoft Quebec, las versiones para PlayStation 3, Xbox 360 y Microsoft Windows están a cargo de Ubisoft Montreal, con la ayuda de Ubisoft Singapur, mientras que la versión DS se llevó a cabo en Ubisoft Casablanca.

## Versiones para Xbox 360, PlayStation 3 y Microsoft Windows

### Argumento
Prince of Persia: The Forgotten Sands regresará a la trama establecida por el aclamado Prince of Persia: The Sands of Time en el 2003 y concluida con anterioridad por Prince of Persia: The Two Thrones en 2005. El 14 de diciembre de 2009, Ubisoft del Reino Unido publicó los primeros detalles de la historia en su portal de vídeo oficial.
Durante la visita al reino de su hermano después de su aventura en Azad, el Príncipe encuentra el palacio real bajo el asedio de un ejército poderoso destinado a su destrucción. Cuando tomó la decisión de usar el antiguo poder de la Arena, en una jugada desesperada por salvar el reino de la aniquilación total, el Príncipe se embarcará en una aventura épica en la que aprenderá a llevar el manto de un verdadero liderazgo, y descubrirá que un gran poder a menudo viene con una gran responsabilidad.
El juego es un interquel, ya que tiene lugar en la brecha de siete años entre Las Arenas del Tiempo y El Alma del Guerrero, desarrollándose 3 años después de los acontecimientos del fin de la primera historia y 4 antes de la segunda. El aspecto del Príncipe es presentado esta vez como una mezcla entre los modelos de personajes en estos dos juegos anteriores. Una vez más la voz del Príncipe es interpretada por Yuri Lowenthal.

### Modo de juego
Prince of Persia: Las Arenas Olvidadas ofrece "muchos de los elementos favoritos de los aficionados de la serie original, así como nuevas innovaciones en el juego", según lo anuncia un comunicado de prensa de Ubisoft. El Príncipe tiene la capacidad de rebobinar el tiempo desde el propio comienzo del juego; y en todo el juego que aprende nuevos poderes. La principal novedad es la adición de poderes elementales, que aportan una nueva dimensión a la jugabilidad básica, debido a la forma en que estos poderes interactúan unos con otros y otras habilidades del Príncipe. Hay cuatro poderes básicos en el juego. Por ejemplo, el Príncipe puede "solidificar" fuentes de agua y las convierte en columnas escalables. Además de estos poderes básicos, también hay poderes menores, que pueden ser adquiridos para mejorar las habilidades del Príncipe obtenidos a través de una djinn llamada Razia. Su personaje se encuentra en una dimensión mística similar a la que aparece en Prince of Persia: Las Arenas del Tiempo que puede ser encontrada en la Fuente del Tiempo. Estos poderes menores incluyen un escudo y el poder de convocar pequeños tornados.
El combate en el juego es similar a la mecánica de lucha que se encuentra en Prince of Persia: Las Arenas del Tiempo. El príncipe será capaz de luchar contra múltiples enemigos en una batalla, hasta contra 50 a la vez. Una parte importante de la lucha es el "control de multitudes" y evasión de enemigos, así como combos. No hay bloqueos ni hay eventos en tiempo rápido en el juego.
Características:
Absorber el poder de los enemigos nos dará puntos de experiencia que podremos utilizar en un tablero de habilidades para subir, aparte de atributos como vida o más daño con los ataques de espada, cuatro poderes que podrá utilizar el príncipe: 
- Fuego (Enciende las llamas o una llama que te seguirá por el suelo quemando todo a su paso)

- Agua (Deten y solidifica las corrientes de agua o convierte la espada en hielo lanzando ráfagas congeladas)

- Aire (Planea sobre los huecos mientras atacas a enemigos o provoca un estallido de aire que derribará a los enemigos más cercanos. En su nivel máximo, este poder se convierte en uno de los mejores ya que provoca un huracán bastante poderoso)

- Roca (Recupera partes del en torno a su estado original o protegete con una armadura de Roca con la que recibirás menos daño)

Al contrario que los poderes ya mencionados, que se consiguen a lo largo del juego obteniendo puntos de mejora, el príncipe será obsequiado con diferentes poderes del tiempo según va avanzando en la historia. El primero será el de retroceder en el tiempo.
El juego recupera el espíritu de la trilogía de Las Arenas del Tiempo, y sabremos las cosas que le ocurrieron al Príncipe durante los siete años que transcurrieron entre las dos historias.

### Requisitos mínimos del sistema
PC
- Conectividad: conexión permanente a internet de alta velocidad y crear una cuenta en ubisoft es necesario para poder jugar.
- Espacio en disco Duro: 8Gb
- Sistema operativo: Windows XP (SP3) / Windows Vista (SP2) / Windows 7
- Procesador: 2.6 GHz dual-core Intel Pentium D o AMD Athlon 64 X2 3800+ (2.2 GHz Intel Core 2 Duo or AMD Athlon 64 X2 4400+ o mejor recomendado)
- RAM: 1 GB Windows XP / 2 GB Windows Vista, Windows 7 (2 GB / 4 GB recomendados)
- Tarjeta de video: 256 MB DirectX 9.0c–compliant card con Shader Model 3.0 o mejor (512 MB recomendado)
- Tarjetas soportadas: NVIDIA GeForce 6800 / 7 / 8 / 9 / 100 / 200 / GTX series ATI RADEON X1600 / HD 2000 / HD 3000 / HD

XBOX 360
- Conectividad: conexión a internet requerida
- Descarga de contenidos: si
- Número de jugadores: 1
- Resolución: HDTV 1080i
- Sonido: en juego Dolby Digital

PS3
- Conectividad: conexión a internet requerida

## Versión para Nintendo Wii
De acuerdo a Nintendo Power, la trama se centra en una djinn mujer en busca de la ayuda del príncipe para liberar a un reino esclavizado por un misterioso mal.
El Príncipe ejerce tres poderes nuevos: un Anillo de Arena, que actúa como un apretón de pared para ascender por las zonas donde no hay repisas o asideros, un pilar para elevarse muy alto, y una esfera de protección que sirve para no caer o quedar atrapado en las trampas. Estos tres poderes mágicos de arena servirán tanto en las secuencias de navegación, como durante el combate y también para resolver los acertijos. La fuente de estos tres nuevos poderes es un frasco mágico descubierto por el príncipe. A lo largo del juego, los desafíos requerirán que el jugador combine todos los tres poderes. Con el tiempo, los poderes tendrán más de un uso específico, de acuerdo a Nintendo Power, el Anillo de Arena eventualmente servirá para activar algunos cristales de poder especiales.
El combate hace uso de las capacidades de detección de movimiento de la consola. Un chasquido del mando del Wii hará pivotar la espada del Príncipe y el mismo gesto con el Nunchuk le hará lanzar un golpe. Para el resto de sus movimientos de combate (como rodar, bloqueo, etc) simplemente se utilizará los botones, ya que los desarrolladores no querían hacer el juego agotador por el desgaste de los controles de movimiento. Según Nintendo Power, el manejo de la espada se siente similar a las entregas anteriores. De vez en cuando, ciertos enemigos tendrán un aura azul que les rodea, lo que significa que es el "líder" del grupo de enemigos, dándole la oportunidad al jugador de la utilización de alguna estrategia: si matas al líder, los otros enemigos huirán al instante. El uso del Anillo de Arena sobre un enemigo lo congela por un breve período de tiempo.
Esta versión también incluirá un modo multijugador cooperativo, e incluirá la versión original de Super Nintendo del Prince of Persia.

## Versión para PSP
La versión para PSP presenta, no solo un modo de juego diferente (en 2,5D) sino también una historia diferente a la de las demás versiones. 

#### Historia
El espíritu del fuego recibe una profecía de que será destruido por alguien de la familia real, entonces manda a asesinar a todos los integrantes de la familia real y empieza a consumir eliixir (una energía natural) para convertirse en un dios y no poder morir.
El Príncipe decide ir a detenerlo, pero en el camino se encuentra con un espíritu que lo ayuda, a cambio de que libere a sus hermanas.

#### Jugabilidad
El juego presenta un enfoque mayor hacia las plataformas y el puzle, ya no se pueden controlar los eventos del tiempo sino modificar la velocidad de los objetos y así cambiar los posibles eventos (chorro de arena ralentizado se convierte en una barra y acelerado en un chorro que empuja).

## Marketing y lanzamiento
Un tráiler de Prince of Persia: The Forgotten Sands fue estrenado mundialmente en los Premios Spike Video Game 2009. Para promover el juego, un minijuego flash fue colocado en Newgrounds y en varios otros sitios de juegos populares.
Aunque no es una adaptación directa de videojuegos o que contengan elementos de la película, el lanzamiento del juego coincide con el lanzamiento de adaptación de la película de Disney del videojuego en mayo de 2010, Prince of Persia: The Sands of Time, protagonizada por Jake Gyllenhaal.